# زنبق نازک‌برگ
زنبق نازک‌برگ (نام علمی: Iris leptophylla) نام یک گونه از سرده زنبق است.